# Coublanc (Alta Marna)
Coublanc là một xã thuộc tỉnh Haute-Marne trong vùng Grand Est đông bắc nước Pháp. Xã này nằm ở khu vực có độ cao trung bình 323 mét trên mực nước biển.